# ビッグボーイ (レストラン)
ビッグボーイ（Big Boy）は、アメリカ合衆国で発祥したファミリーレストラン。
日本における運営法人である株式会社ビッグボーイジャパンは、「ビッグボーイ」「ヴィクトリアステーション」の2業態を運営し、計172店舗（2024年2月現在）を展開している。日本のメニューは、ハンバーグやステーキなどが中心である。

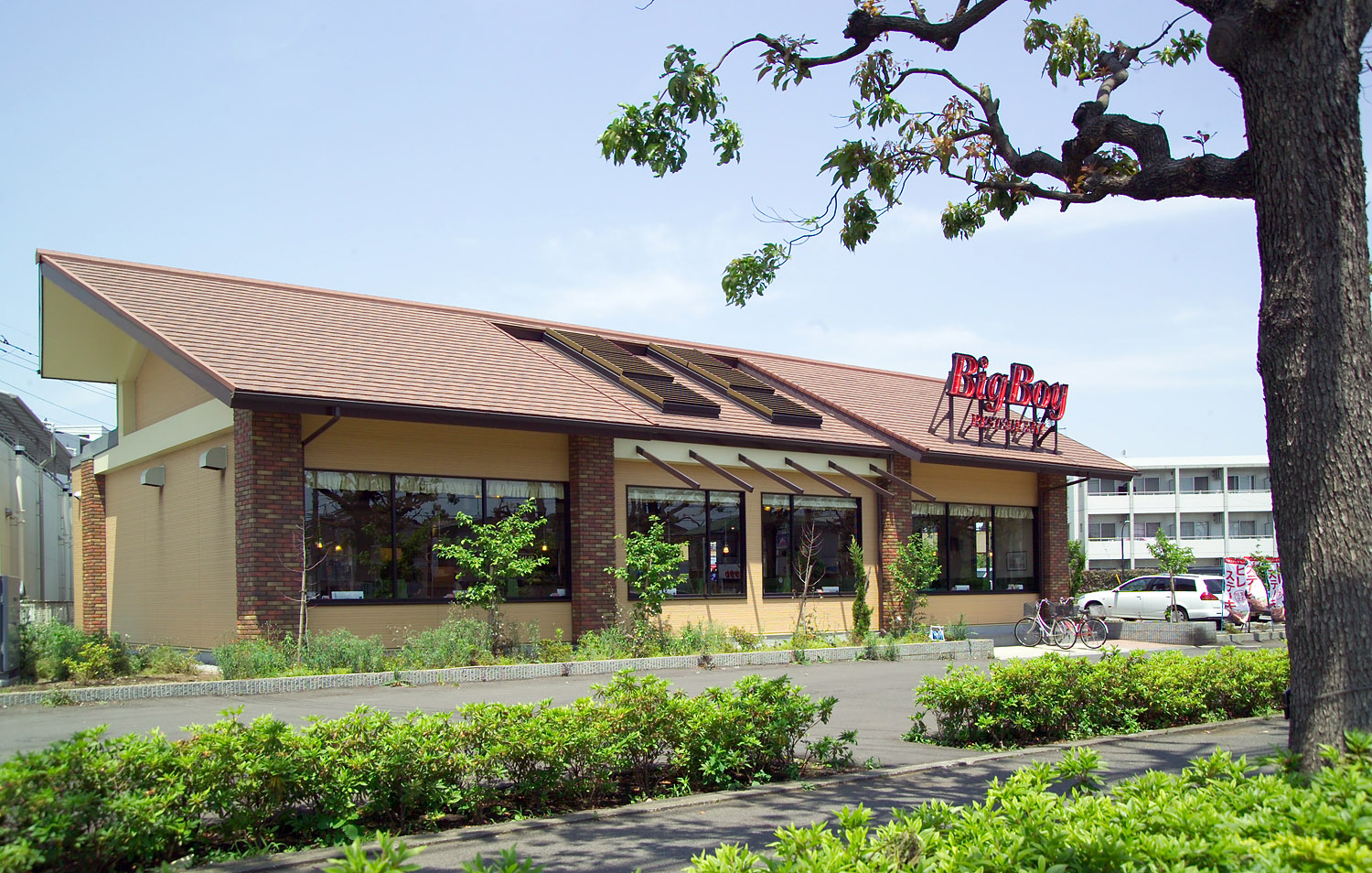
ビッグボーイ・調布店 ロードサイド型
（東京都調布市富士見町 ）

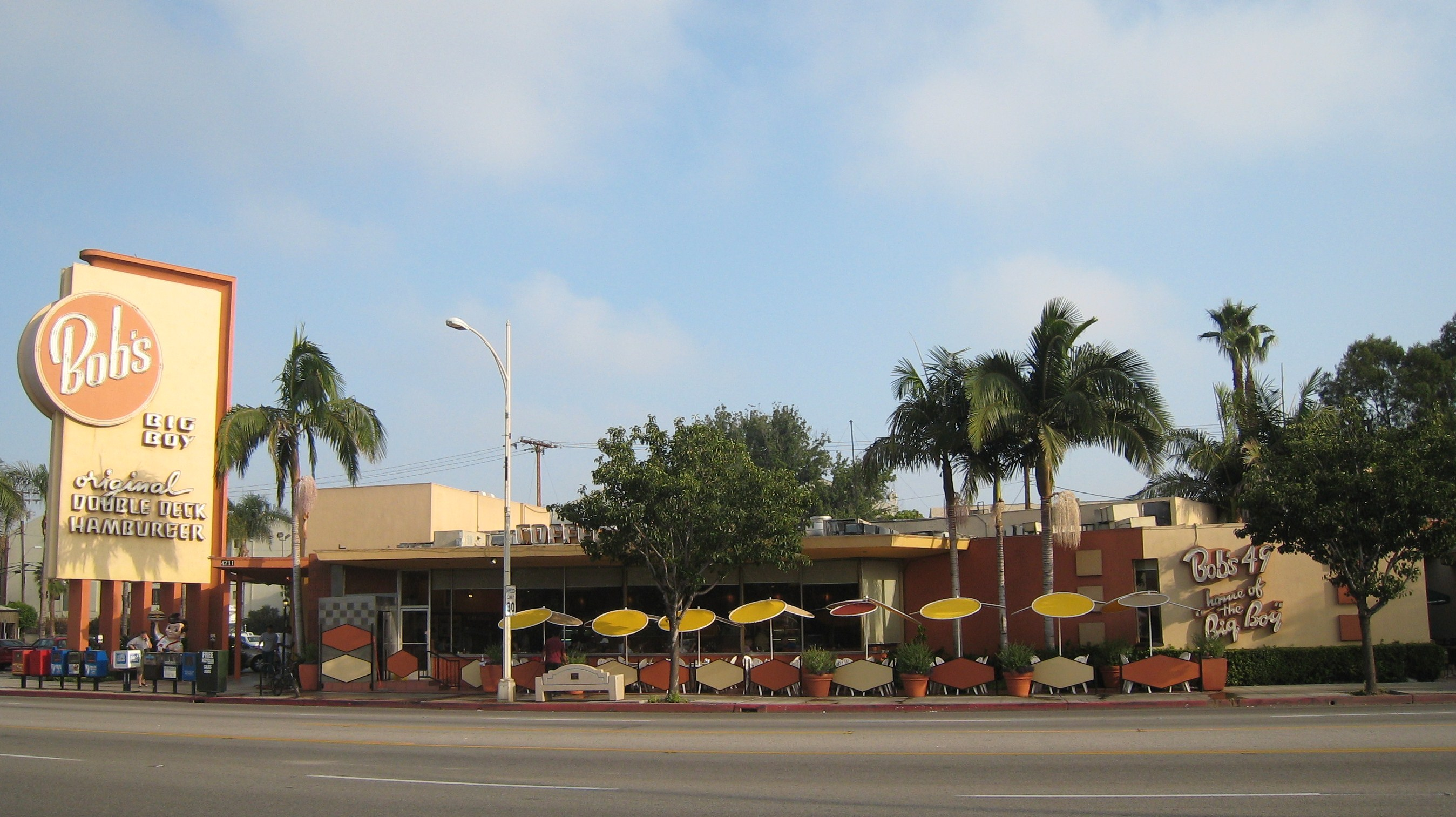
バーバンク店（カリフォルニア州）
看板の下にマスコットが見える。

## アメリカのビッグボーイ
アメリカのビッグボーイは日本のようなハンバーグ店ではなく、店名の由来になった「ビッグボーイ」を中心とするハンバーガーを主力として、ベルギーワッフルやロールサンドイッチやシナモン風味パンにイチゴパイなど多彩なラインアップのメニューを有するレストランチェーンである。

### 沿革
1936年にボブ・ワイアン がカリフォルニア州グレンデールで「ボブズ・パントリー」という名前のハンバーガー・スタンドをはじめた。翌1937年、なにか変わったものが食べたいという常連客の要望に答えて作ったのが最初のダブルデッカーバーガー（パティが2枚入った大型ハンバーガー）であった 。これはマクドナルドがビッグマックをはじめる30年も前のことだった。この新しいメニューは評判となりある6歳の少年は店を掃除して、その報酬として無料でダブルデッカーバーガーにありつこうとした。ボブ・ワイアンは彼にちなんで新しいバーガーを「ビッグボーイ」と命名した。ビッグボーイはその後も人気商品であり続けたため、ボブ・ワイアンは店の名前も「ボブズ・ビッグボーイ」に改めた。
現存最古のレストランは1949年にバーバンク市に開店したバーバンク店であり、ウェイン・マクアリスターによるグーギー建築の店舗は、カリフォルニアの歴史的建築物にもなっている。この店は1965年にビートルズが食事したことでも知られ、また1995年の映画『ヒート』のいくつかのシーンのロケに使われた。
ビッグボーイは1967年にマリオットに買収された。1987年には最初のフランチャイジーであったイライアス・ブラザーズによって買収され、本社はミシガン州ウォーレンに移転した。2000年にイライアス・ブラザーズが倒産した後は投資家のロバート・リゲットが買収し、2018年にはミシガン州の投資家グループによって買収され、社名をビッグボーイ・レストラン・グループに改めた。現在の本社はミシガン州サウスフィールドにある。
アメリカやタイや日本などでフランチャイズ展開されている。アメリカではフランチャイジー（フランチャイズ加盟者）ごとの独立性が高く、異なる店名が使用されている（「XXX's Big Boy」の「XXX」の部分が異なる）。過去のフランチャイジーの中にはビッグボーイの名称やマスコットの使用を中止して完全に独立した会社もある。

### マスコットキャラクター
ビッグボーイを象徴するマスコットキャラクターの少年は、茶色の特徴的な髪型で、赤と白のチェック柄のズボン姿とサスペンダーを着用し、ハンバーガー（日本ではハンバーグ）を持つ仕草で愛されている。なお、東部では帽子をかぶって走る、異なるデザインのマスコットが使われている。
1956年から1990年代にかけて、ビッグボーイを主人公とするコミック『ビッグボーイの冒険（The Adventures of Big Boy）』がスタン・リー、ビル・エヴェレット、ソル・ブロドスキー、ダン・デカーロらの手によって書かれ、タイムズ・コミックス（マーベルの前身）から刊行された。
1997年の映画『オースティン・パワーズ』の冒頭で、Dr.イーブルは巨大なビッグボーイのマスコット（の形をしたロケット）に乗り込む。
2020年、80年以上親しまれたマスコットが黄色い髪の女の子の「ドリー」に変えられるという報道がなされたが、これは誤報で、単にドリーをイメージしたメニューが追加されただけだった。ドリーは『ビッグボーイの冒険』にビッグボーイのガールフレンドとして登場する 。

#### 日本独自の設定
アメリカではマスコットの名前は「ビッグボーイ」だが、日本では「ボビーくん」と名付けられており、小学6年生とされている。他にパパのチャールズ、ママのルーシー、姉のヴィクトリア、妹のミルキー、犬のバーグがいる。

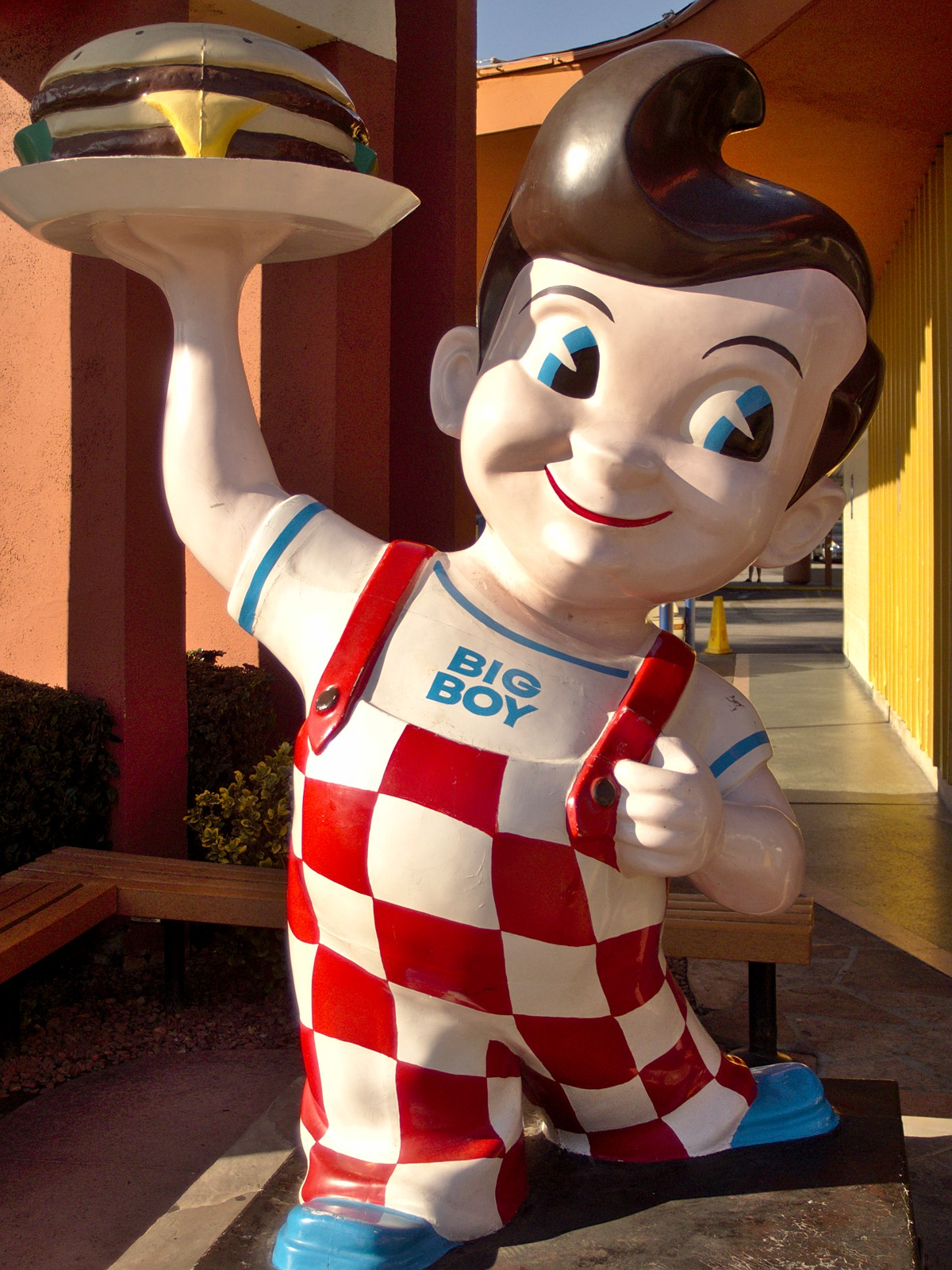
マスコットの人形（西部版）

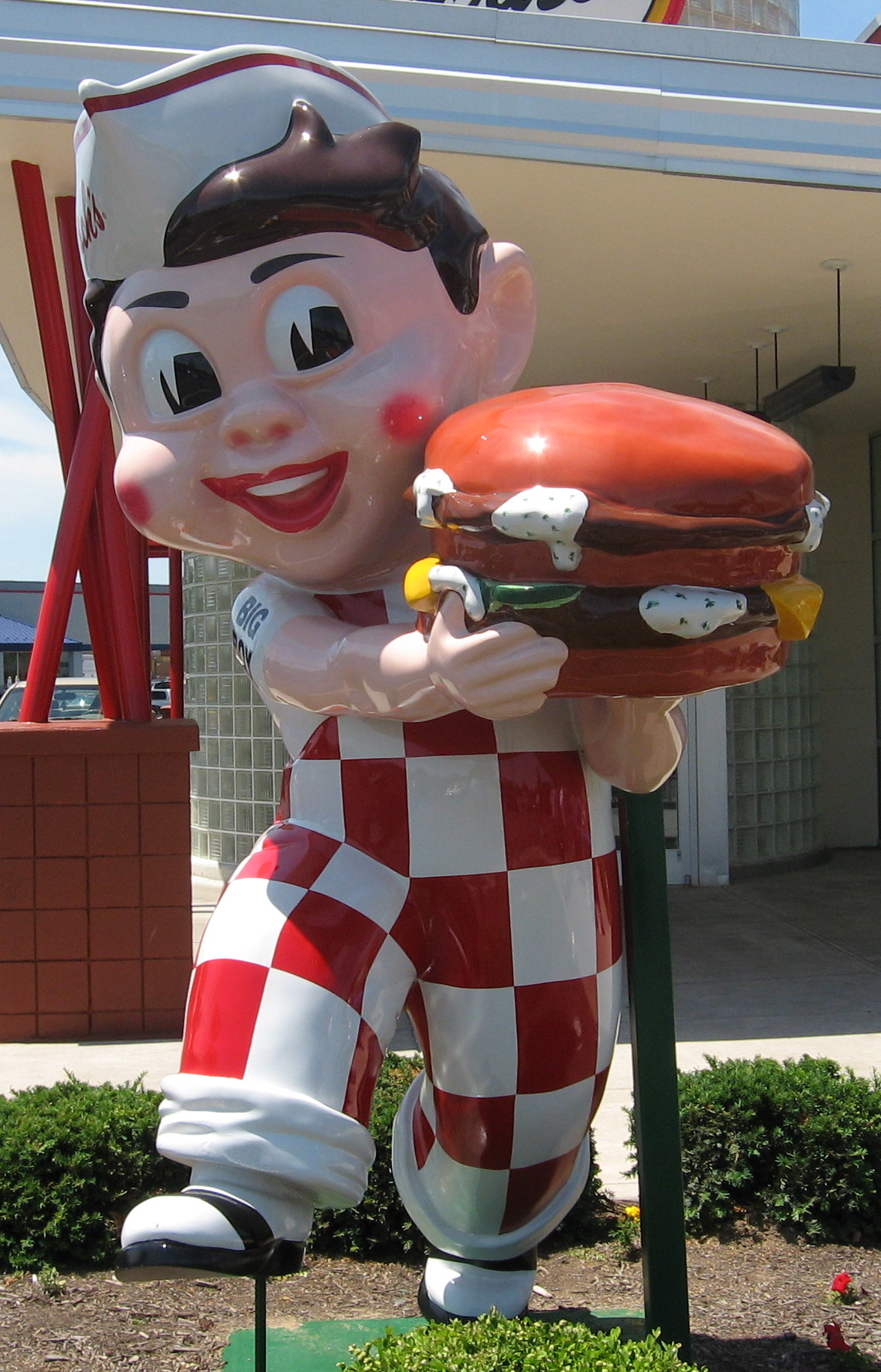
マスコットの人形（東部版）

## 日本のビッグボーイ
ダイエー系列のレストランとして、1977年に株式会社セントラル・レストラン・システムズを設立した後、1978年には株式会社ビッグボーイジャパンに商号変更し、同年9月には国内第1号店を大阪府箕面市の箕面公園の近所に開店した 。
開放的な1フロアーのアメリカ風の店舗に、調理場が客席から見えるオープンキッチンで作る手こねハンバーグや、ステーキ類をグリドルのチャーブロイラーで焼き上げる工程が見られるなどの特徴がある。比較的質の高いハンバーグを提供し、ハンバーグ系に強いレストランとして郊外型のロードサイド店舗を中心に出店が続けられた。競合他社の多くと同様、スープバーやサラダバーなども導入している。
2000年に「ミルキーウェイ」を展開する株式会社ミルキーウェイ（宮城県仙台市）、「ヴィクトリアステーション」を展開する株式会社ヴィクトリアステーション（北海道札幌市）と合併し、両ブランドを継承した。後に「グリル暖」が誕生して4ブランドとなったが、2010年6月にミルキーウェイ全店舗をビッグボーイに転換して消滅させたうえでグリル暖全店舗を閉店したため、ビッグボーイとヴィクトリアステーションのみとなっていた。ミルキーウェイ店舗が一部で復活した後には3ブランド体制となっていたが、2021年1月にはすべて閉店したため、2ブランド体制となる。
2002年、筆頭株主ダイエーの経営悪化により、株式会社ウェンコ・ジャパンとともにゼンショーに全株を売却され、ダイエーグループを離脱した。それまで、クレジットカードはダイエー系列のOMCカードでの支払いのみであったが、ゼンショーグループになってから他社のクレジットカードも使えるようになった。また、ランチメニューは17時までになっている。
2012年4月、ライスおよびカレーバーが加わる。また、スープバーは3種類から2種類に減った。
2020年以降店舗数は急減、とくに2021年だけで34店舗の閉店が確認されている。傘下のヴィクトリアステーションも店舗数が2018年の42店舗から2023年5月には28店舗まで減少した。2023年以降は残存店舗の一部を「直火焼グリルレストラン」として順次改装しており、ロゴも牛や炎をあしらったデザインに一新される。なお、マスコットキャラクターの「ボビー」は、店舗前に設置されていた像は撤去されたものの、現在もお子様メニューやその他商品に使用されている。

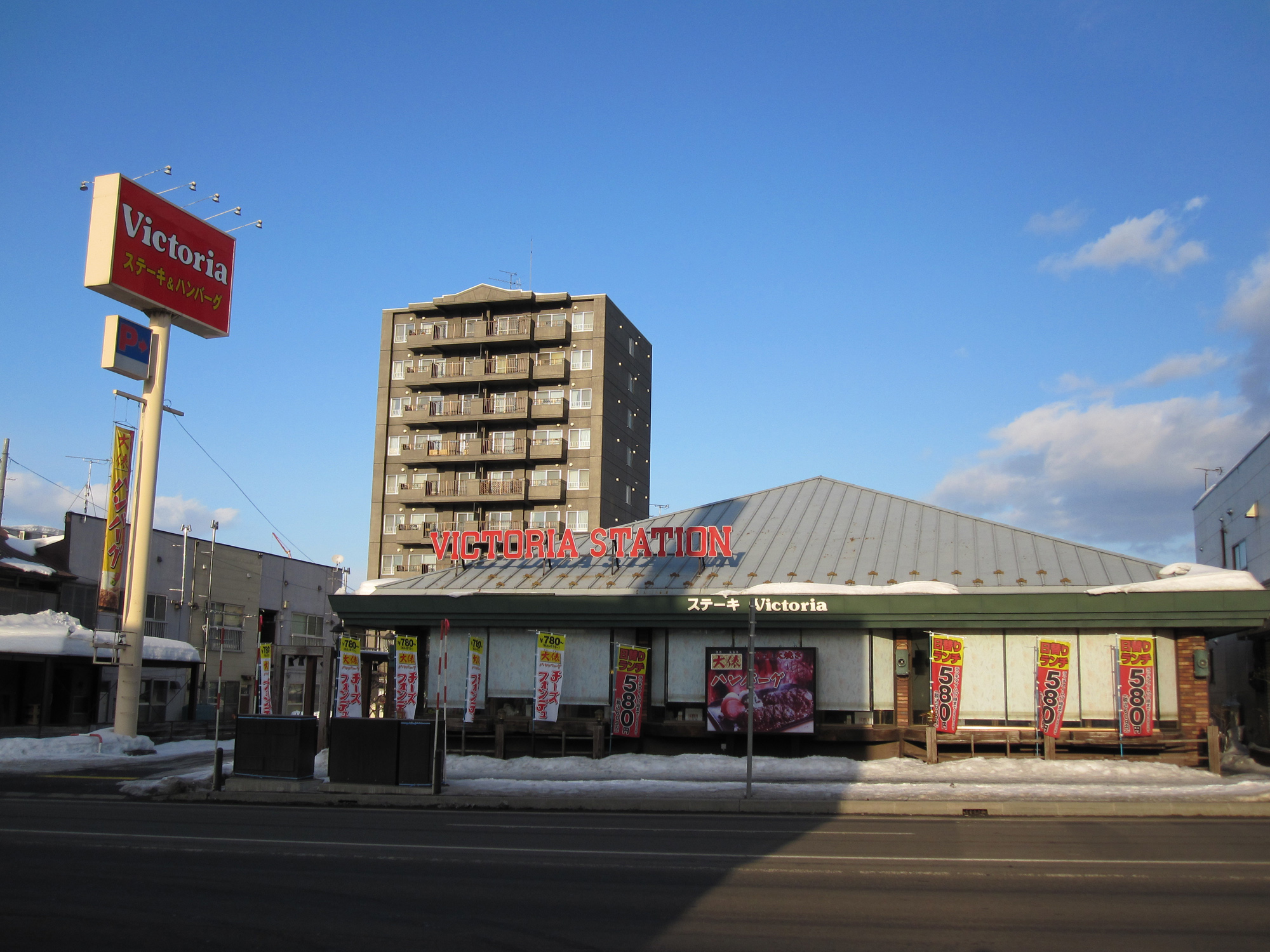
ヴィクトリアステーション・月寒店
（北海道札幌市豊平区月寒中央通 ）

### キッズクラブ
現在は廃止されている。
- ドリンクバーはキッズメニューに含まれたため、他メニューにつける場合は原則100円（税抜）かかる。
- 入会した子供の誕生日月から翌月末まで、誕生日デザートを来店ごとに何回でも食べられる。

### BBJ倶楽部
中学生以上が入会できる会員制度で、下記の特典がある。
- 入会時に初回のみカード発行手数料100円で50ポイントが進呈されていたが、2011年11月1日からはカード発行手数料は無料となり、それに伴って入会時のポイントは無くなった。
- 全国のビッグボーイで100円食べるごとに1ポイントが加算され、100ポイントが貯まると10%の割り引き券をもらえる。

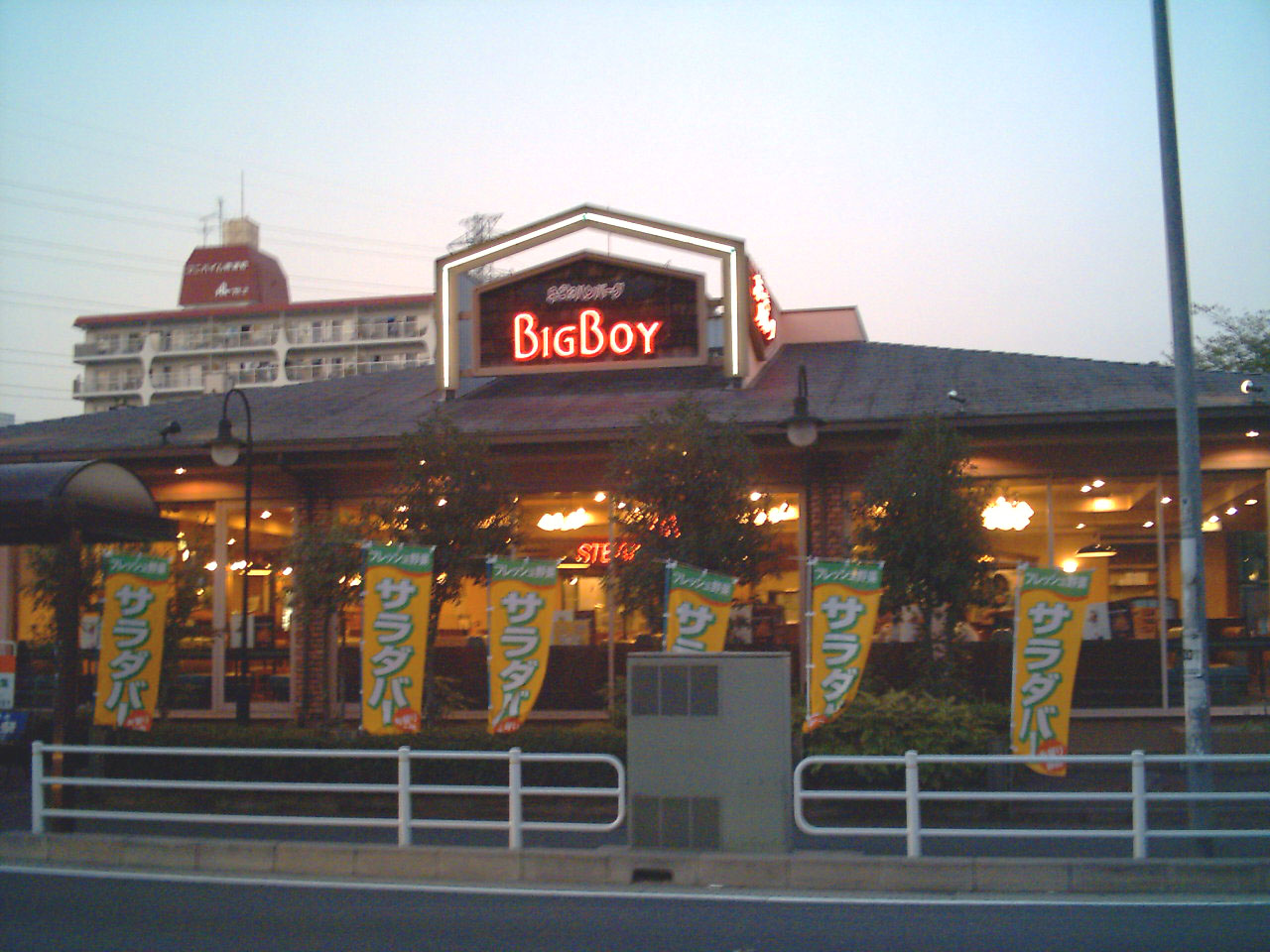
ビッグボーイ・南浦和店 ロードサイド型
（埼玉県蕨市北町 2020年閉店）

### 運営店舗
2024年2月現在。
- ビッグボーイ - 144店舗
- ヴィクトリアステーション - 北海道 - 28店舗

### 店舗が出店していない県

#### 東北地方
- 秋田県

#### 中部地方
- 福井県

#### 近畿地方
- 和歌山県

#### 中国地方
- 広島県
- 山口県

#### 四国
- 香川県
- 徳島県
- 高知県

#### 九州・沖縄地方
- 佐賀県
- 長崎県
- 熊本県
- 大分県
- 宮崎県
- 鹿児島県
- 沖縄県

広島県は2021年2月、山口県、鹿児島県は同年6月、和歌山県と高知県は同年7月、秋田県は2022年10月、香川県は2022年11月、福井県は2023年4月に撤退した結果、店舗がなくなった。

### 不祥事
2013年8月23日、京都府八幡市のビッグボーイ八幡店にて「店内のサラダバーの下の冷蔵庫に入り、サラダ用の容器を置く場所から顔を出した」男性アルバイト店員の画像が、Twitterに投稿されていたことが判明した。同8日、外部からの問い合わせで発覚したものであり、運営会社側で事実を確認して同12日付で当該店員を解雇し、同22日に同社のホームページに「おわび」を掲載した。問題の画像の撮影は同年4月17日未明（営業終了後）に、当該店員の友人が行ったという。